# Anton von Isenburg-Büdingen zu Ronneburg

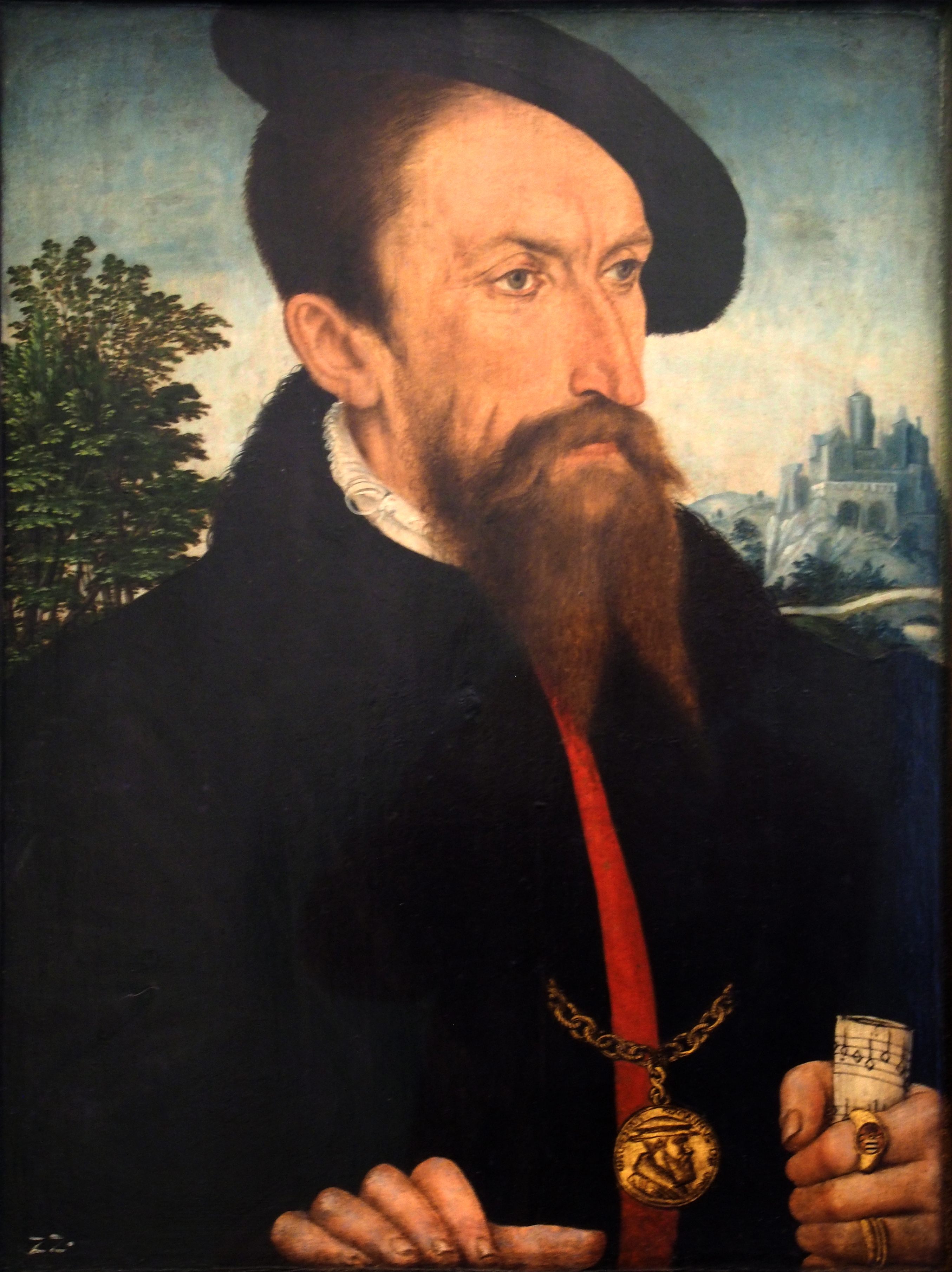
Anton von Ysenburg-Büdingen (1501–1560)

Graf Anton von Isenburg-Büdingen zu Ronneburg (auch Anton von Ysenburg-Büdingen zu Ronneburg; * 2. August 1501 in Büdingen; † 25. Oktober 1560), schloss sich bereits 1526 der Reformation an. Sein Tod markiert den Beginn einer Periode erbbedingter Teilungen und Wiederzusammenführungen der Grafschaft Isenburg.

## Leben
In den Quellen wird er auch Antoni, Anthony oder Anthonien genannt. Er ging neben vier Schwestern als einziger Sohn aus der 1495 geschlossenen Ehe des Grafen Philipp I. von Isenburg-Büdingen (1467–1526) und dessen Gemahlin Amalie, geborene Gräfin von Rieneck, hervor. Er begründete die im 16. Jahrhundert bestehende Teilgrafschaft Ysenburg-Ronneburg.
Wegen seiner schweren Gichterkrankung hatte Graf Anton seine Residenz, nach dem Tode seiner Frau, von der Ronneburg in das bequemere, im Tal liegende Schloss Wächtersbach verlegt. Er baute es zu diesem Zweck aus. Mit zunehmendem Alter nahm die aus der Krankheit resultierende Behinderung derart zu, „dass man ihn schließlich auf einen Esel heben musste, auf dem er durch das Schloss auf und ab ritt, wenn er zum Mahle oder in ein anderes Stockwerk des Hauses gelangen wollte“. Vor dem Hintergrund seiner starken Behinderung, die sogar Handreichungen beim Essen notwendig machte, ist wohl auch seine zweite Ehe zu sehen.
Graf Anton starb kurz nach seinem 59. Geburtstag. Er wurde in der Marienkirche zu Büdingen beigesetzt, wo seine Nachkommen ihm und seiner Ehefrau Elisabeth 1563 ein prachtvolles Epitaph bauten. Die Söhne Georg (1528–1577), Wolfgang (1533–1597) und Heinrich (1537–1601), führten die Herrschaft des Vaters nach dessen Tod, in der dann geteilten Grafschaft weiter.

### Familie
Er heiratete am 19. Oktober 1523 Elisabeth von Wied-Runkel, Tochter von Johann III. von Wied-Runkel. Seine Frau starb im Kindbett.  Aus der Ehe gingen insgesamt 15 Kinder hervor:
- Maria (* 1525), starb jung
- Wilhelm (* 1527), starb jung
- Georg (1528–1577) ⚭ 1552 Barbara von Wertheim
- Margaretha (* 1529), starb jung
- Katharina (* 11. April 1532; † 16. April 1574) ⚭ Graf Nikolaus von Salm-Neuburg
- Wolfgang (* 12. Juni 1533; † 20. Dezember 1597)

⚭ 1562 (Scheidung 1573) Johanette von Hanau-Lichtenberg (* 23. Mai 1543; † 5. Dezember 1599)
⚭ 1577 Ursula von Solms-Braunfels († Februar 1585)
⚭ 1585 Ursula von Gleichen-Rhemda († 20. Dezember 1597)
- Walpurgis (* 1534), starb jung
- Bernhard (* 1535), starb jung
- Anna (* 1536; † 1565) ⚭ Johann Andreas von Wolffstein-Sulzburg (* 19. Februar 1541; † 19. Oktober 1585)
- Heinrich (* 13. September 1537; † 31. Mai 1601)
- Friedrich (* 1538), starb jung
- Sybille (* 1540) ⚭ Sigmund von Kirchberg
- Amalie (* 1541), starb jung
- Katharina (* 1542), starb jung
- Elisabeth (* 1543), starb jung

Am 16. November 1554 heiratete Graf Anton, entgegen dem Willen seiner Söhne, „unstandesgemäß“, Katharina (genannt Craingen) Gumpel, die Tochter eines Schäferehepaares aus Gelnhaar. Er hatte sie zuvor mit einer üppigen Morgengabe ausgestattet. Aus dieser Verbindung gingen nochmals vier Kinder hervor. Drei von ihnen erreichten das Erwachsenenalter. Ihre Forderungen an die Söhne Graf Antons führten noch über Jahrzehnte zu allerlei Auseinandersetzungen.

## Familiengeschichte (15. Jh. bis 1517)
Man darf vorwegnehmen, dass sowohl die Geistesschwäche des Vaters als auch die Familiengeschichte der Isenburger Antons Lebensweg maßgeblich prägten. Man kommt also kaum um letztere herum, wenn man Antons Herrschaft verstehen oder gar beurteilen will. Genaugenommen begann Antons Herrschaft erst 1526, als sein Vater verstarb. Doch war er bereits von 1518 bis 1526 als dessen Kurator zur Herrschaft über dessen Anteil am isenburgischen Grund eingesetzt, sodass diese Jahre seiner Herrschaft ebenfalls zugerechnet werden können.

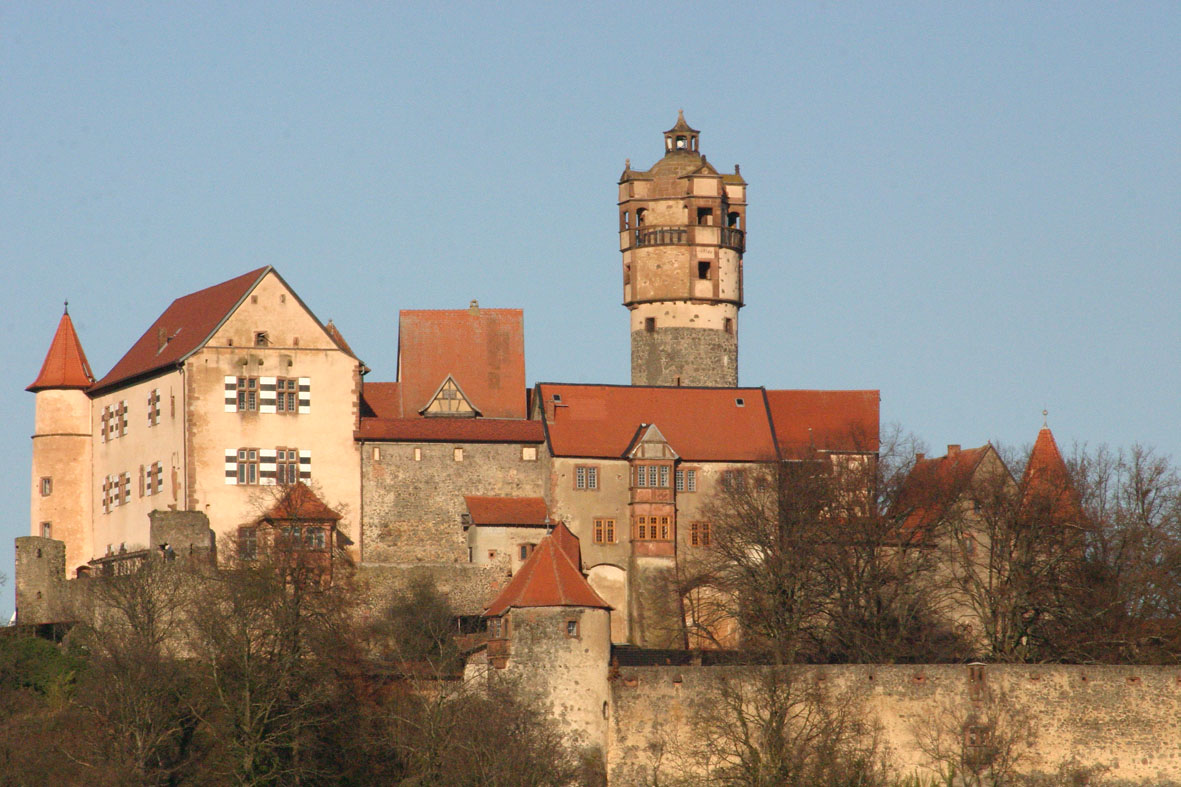
Die Ronneburg, Ansicht von Süden

Antons Großvater, Ludwig II. von Isenburg (1422–1511), erbte nach dem Tode seines Vaters, Diether I. (1401–1461), 1461 nicht nur dessen Herrschaft, sondern widmete sich auch weiter dem Ausbau der Grafschaft. Zwar hatten die Isenburger durchaus so mancherlei Streitigkeiten zu bewältigen, doch schaffte es Ludwig II. trotzdem, den isenburgischen Grundbesitz weiter zu mehren und den Glanz desselben bedeutend zu erhöhen. Um ein paar Beispiele zu nennen: Der Erhalt der Ronneburg, die Erwerbung des Forstmeisteramtes über den Büdinger Wald sowie der Ankauf des größten Teils des Wildbanns Dreieich fielen unter seine Herrschaft. Die Bedeutung, die die Isenburger im Laufe der Geschichte bekommen hatten, hatte sich zwar bereits Mitte des 15. Jahrhunderts dokumentiert, als man Ludwigs Bruder Diether (1412–1482) im Jahr 1459 zum Mainzer Erzbischof wählte. Doch auch Ludwig II. konnte Isenburgs Stellung in der südöstlichen Wetterau betont hervorheben, indem er die Territorialherrschaft der Isenburger nicht nur ausbaute, sondern innenpolitisch auch festigte. Wohl auch deshalb galt er „als ein im ganzen Reiche hochgeachteter Herr“.
Den Wunsch, die Grafschaft, „welche er mit so vieler Sorgfalt gepflegt und vermehrt hatte“, möge nach seinem Ableben ungeteilt auf seine Nachkommen übergehen, hielt Ludwig im Jahr 1488 in seinem Testament fest: Der älteste Sohn Philipp, Antons Vater, solle nach seinem Tod Haupterbe der Grafschaft Isenburg-Büdingen werden und diese für sich sowie seine Brüder in Pflicht nehmen. Die jüngeren beiden Brüder gingen zwar nicht leer aus, sollten jedoch weder fortziehen noch regieren, sondern einträchtig und friedlich in der Grafschaft unter der Herrschaft ihres Bruders leben. Die Umsetzung dieses testamentarisch festgesetzten Wunsches sollte sich als problematisch erweisen: Als Ludwig II. im Jahr 1511 im Alter von 89 Jahren starb, stellte sich schnell heraus, dass die Grafschaft nicht so unter den Brüdern aufzuteilen war, wie es das Testament vorgab – war doch der Erstgeborene, Philipp, von einer Geisteskrankheit geplagt, Diether, der Zweitgeborene, bei wankender Gesundheit und somit nur der Jüngste, Johann, überhaupt zur Regierung des Landes geeignet. „Das mühsam aufgebaute Werk des Vaters, die Einheit der Grafschaft, wurde unter seinen Söhnen 1517 durch die Teilung in die Ronnenburger und Birsteiner Linie zerstört.“

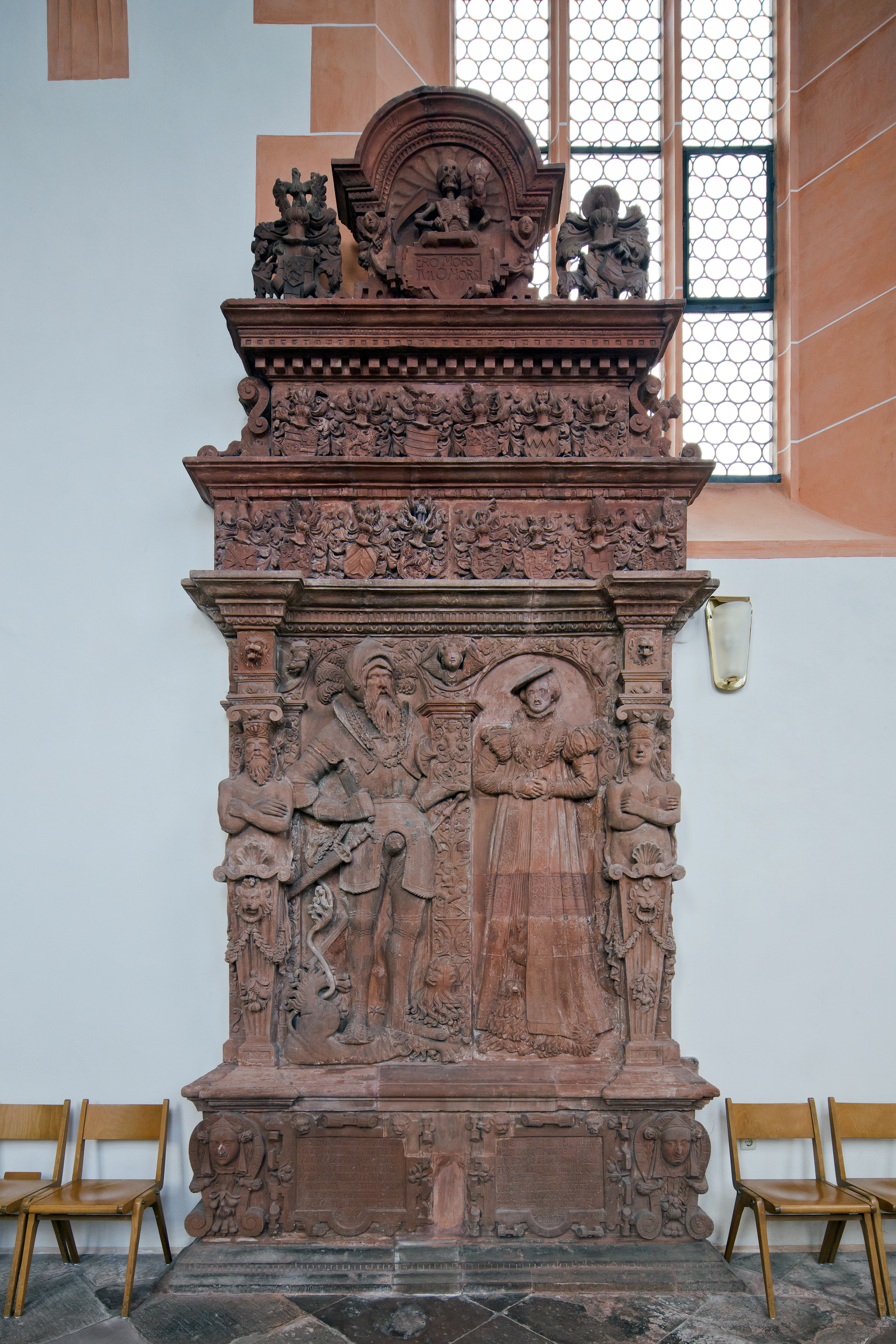
Epitaph Anton von Ysenburg und Elisabeth von Wied (1563)

## Graf Antons Herrschaft ([1518–]1526–1560)
Aufgrund jener schwierigen Erbsituation und dank seiner Mutter Amalie, die gegen eine Teilung der Grafschaft vorzugehen wusste, bei der man das Erbrecht ihres Gemahls – aufgrund seiner Geistesschwäche – übergangen hatte, kam nun Anton von Isenburg-Büdingen 1518 als Kurator seines Vaters zur Herrschaft über einen nicht unerheblichen Teil des zuvor geeinten isenburgischen Landes. Nach dem Tod seines Vaters 1526 trat Anton seine eigene Regierung an. Da er es pflegte, seinen Hof auf der Ronneburg zu halten, die seinem Vater beim Erbbrüdervertrag 1517 zugeteilt worden war, nannte man seine Linie der Isenburger die Ronneburgische. Durch die Realteilung und gleichsame Verschmelzung des Landes führte der Versuch des brüderlichen Zusammenregierens und Beieinanderwohnens jedoch dazu, dass die Idee der Einheit der Grafschaft künstlich am Leben erhalten wurde. Die Realität sah ganz anders aus: Beide Linien bekundeten sich gegenseitig rücksichtslose Machtpolitik und erkannten einander Unternehmungen, Beurkundungen und dergleichen nicht mehr an. Auch wenn Graf Anton ein Mann von hervorragenden Eigenschaften gewesen sein mag, „zieht sich durch sein ganzes Leben [doch] ein beklagenswerther Zug des Haßes und der Feindschaft“ gegen seinen Oheim Johann bzw. die Birsteiner Linie. Je länger diese Gemeinschaft andauerte, desto deutlicher wurde, wie unausführbar sie war; „innenpolitische“ bzw. familiäre Streitigkeiten standen auf der Tagesordnung. Graf Anton war zu diesem Zeitpunkt (1519) gerade einmal 18 Jahre alt.
Da in Bezug auf Graf Antons Vita lediglich von einigen wenigen konkreten Daten die Rede sein kann, bleibt sein Leben und Wirken jedoch nicht nur in Hinblick auf die Reformation (der er sich recht frühzeitig (um 1526) anschloss) weitestgehend im Dunkeln. Doch beziehen sich ein Großteil der konkreten Daten auf verschiedenste Amtshandlungen und Prozesse, sodass diese einen kleinen Einblick in seine Herrschaft erlauben: Seit Beginn der 1530er Jahre habe er mehrere Klöster aufgelöst oder verpfändet, 1543 beim Reichskammergericht in Speyer einen Prozess über die Büdinger Mark geführt und seit 1555 stand er beim Kammergericht mit dem Erzbischof von Mainz wegen des Klosters Selbold im Prozess. Eine Beurteilung seiner Herrschaft ist angesichts einer fehlenden Biographie sowie schwer zugänglicher Quellen nur schwer möglich. Feststehen kann in Bezug auf Antons Lebensweg somit lediglich Folgendes: Zu den familiären Streitigkeiten, von denen er sich offensichtlich stark leiten ließ, kamen seit der Reformation auch noch konfessionelle hinzu. Bei beidem stellte er sich als „Hardliner“ heraus.
Der Ochsenkrieg 1552 war eine militärische Auseinandersetzung zwischen ihm und der Reichsstadt Frankfurt, die dabei vom kaiserlichen Obristen Conrad von Hanstein unterstützt wurde. Ochsenkrieg bezeichnet einen Streit um eine Nichtigkeit, die zu einem Krieg eskaliert. Anton von Ysenburg-Büdingen ergab sich sofort nach Eintreffen von acht Fähnlein Hansteins am 31. August 1552 in Büdingen der militärischen Übermacht, sein Besitz wurde geplündert.
Graf Anton verstarb im Jahr 1560 im Alter von 59 Jahren und zwei Monaten.
Hier lohnt es einigen wenigen Fakten nachzugehen, die weitere Hinweise auf Graf Antons Charakter, Lebenseinstellungen und Grundhaltungen geben können. So hat er seine Devise: „ARMVT VND YBERFLVSS GIBT ZEITLICH BETRÜBNVS“, als Wandmalerei im Krummen Saal von Schloss Büdingen festhalten lassen. Es ist ein Akrostichon, seine Anfangsbuchstaben ergeben die Initialen: Anton von Ysenburg Graf zu Büdingen. Am 1. Oktober 1547 ließ sich Anton von Kaiser Karl V. das Recht verleihen, wie ein Fürst, mit rotem Wachs zu siegeln und am 12. November des gleichen Jahres erlangte er eine Wappenverbesserung mit dem Hardecker Löwen, einem goldenen Löwen im blauen Feld. Diese Beispiele weisen Graf Anton von Isenburg-Büdingen als einen ebenso stolzen wie ehrgeizigen Regenten seiner Grafschaft aus.

## Weblink
- Isenburg-Ronneburg, Anton Graf von. Hessische Biografie. (Stand: 2. November 2023). In: Landesgeschichtliches Informationssystem Hessen (LAGIS).